# Vivian Sevenich

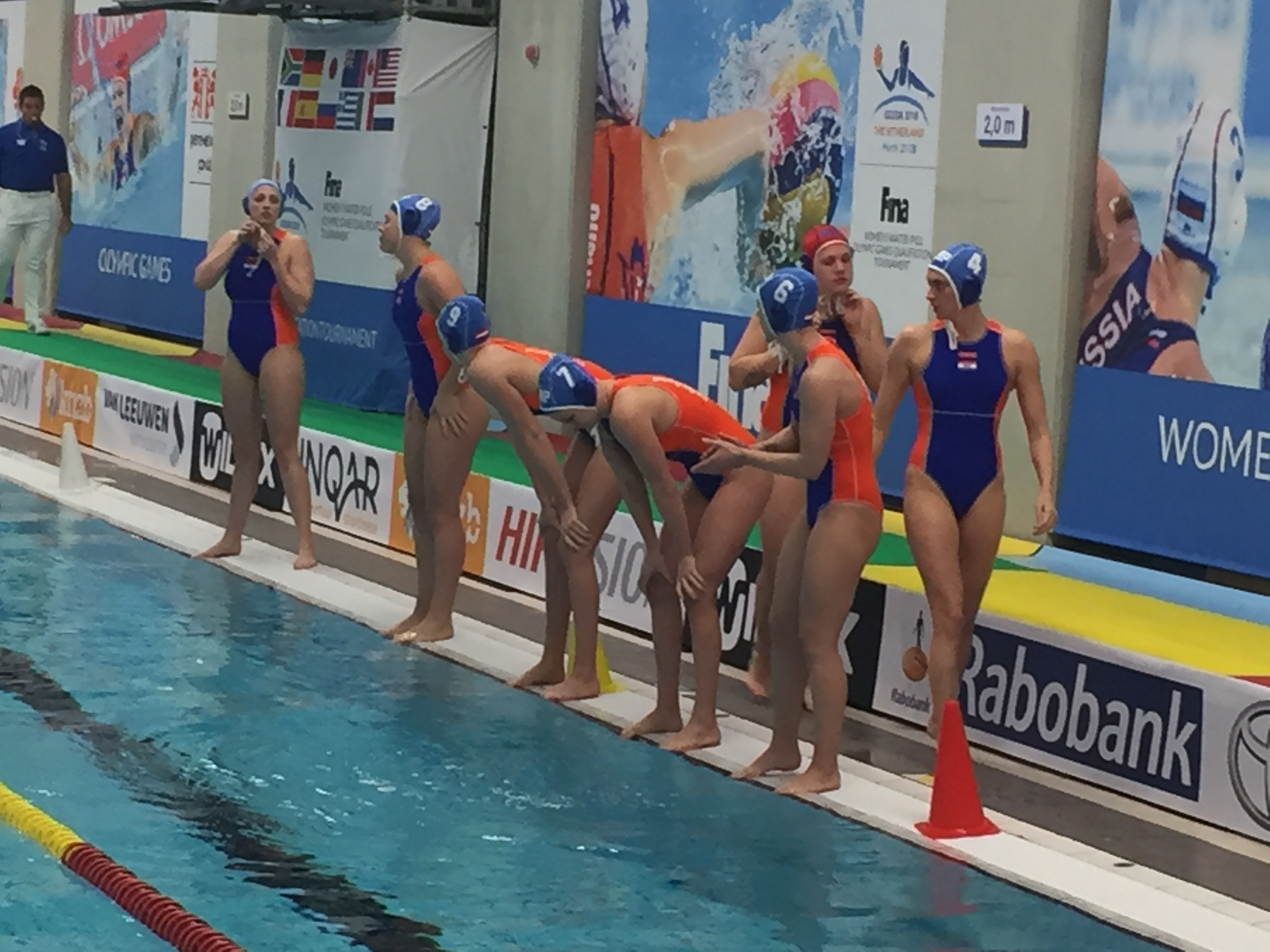
Die niederländische Nationalmannschaft beim (nicht erfolgreichen) Qualifikationsversuch für die Olympischen Spiele 2016. Vivian Sevenich mit der Nummer 8 ist zweite von links.

Vivian Sevenich (* 28. Februar 1993 in Winterswijk) ist eine niederländische Wasserballspielerin. Sie war mit der niederländischen Nationalmannschaft Olympiadritte 2024, Weltmeisterin 2023, Weltmeisterschaftszweite 2015 und Weltmeisterschaftsdritte 2022. Bei Europameisterschaften gewann sie 2018 und 2024 Gold sowie 2014 und 2016 Silber.

## Sportliche Karriere
Vivian Sevenich begann im Alter von sechs Jahren mit dem Wasserball. Sie spielte lange bei den Polar Bears in Ede. 2016 wurde sie mit ZVL aus Leiden niederländische Meisterin. Seit 2020 spielt sie in Spanien bei CN Mataró. Die 1,80 Meter große Sevenich spielt auf der Position des Centers. Sie hat ein Jurastudium an der Open Universiteit Nederland abgeschlossen. Sevenich war mit den niederländischen Juniorinnen Zweite bei den Juniorenweltmeisterschaften 2009, 2011 belegte die Mannschaft den siebten Platz.
Seit 2013 spielt sie in der Nationalmannschaft. Bei der Weltmeisterschaft 2013 in Barcelona erreichten die Niederländerinnen den siebten Platz. Sevenich warf im Turnierverlauf neun Tore. 2014 bei der Europameisterschaft in Budapest gewannen die Niederländerinnen ihre Vorrundengruppe und bezwangen im Halbfinale die Italienerinnen mit 12:11. Im Finale unterlagen sie den Spanierinnen mit 5:10. Vivian Sevenich erzielte insgesamt vier Treffer, davon einen im Finale. Im Jahr darauf bei der Weltmeisterschaft 2015 in Kasan wurden die Niederländerinnen in der Vorrunde Zweite hinter den Australierinnen. Mit Siegen über Kasachstan und Russland erreichten die Niederländerinnen das Halbfinale gegen die Italienerinnen, das nach der regulären Spielzeit 5:5 stand. Im Fünf-Meter-Schießen siegten die Niederländerinnen. Im Finale unterlagen die Niederländerinnen dem Team aus den Vereinigten Staaten mit 4:5. 2016 bei der Europameisterschaft in Belgrad siegten die Niederländerinnen in der Vorrunde gegen die Ungarinnen mit 14:10 und führten damit ihre Gruppe an. Nach einem Kantersieg gegen die Deutschen im Viertelfinale entschieden die Niederländerinnen das Halbfinale gegen die Spanierinnen erst im Fünf-Meter-Schießen für sich. Im Finale siegten die Ungarinnen mit 9:7. Bei den Olympischen Spielen 2016 waren die Niederländerinnen nicht dabei.
Bei der Weltmeisterschaft 2017 in Budapest unterlagen die Niederländerinnen im Achtelfinale den Russinnen mit 10:11 und belegten am Ende den neunten Platz. Im Jahr darauf gewannen die Niederländerinnen bei der Europameisterschaft 2018 in Barcelona und besiegten im Viertelfinale die Deutschen mit 22:2. Mit einem 8:7 über die Ungarinnen zogen die Niederländerinnen zum dritten Mal in Folge ins Finale ein. Diesmal gewannen sie mit 6:4 gegen die Griechinnen. Vivian Sevenich erzielte im Turnierverlauf 13 Treffer, davon einen im Halbfinale. 2019 folgte für die Niederländerinnen ein siebter Platz bei der Weltmeisterschaft in Gwangju. Anfang 2020 bei der Europameisterschaft in Budapest verloren die Niederländerinnen im Halbfinale nach Fünf-Meter-Schießen gegen die Russinnen. Im Spiel um Bronze unterlagen sie den Ungarinnen mit 8:10. Wegen der COVID-19-Pandemie fanden die Olympischen Spiele in Tokio erst 2021 statt. Die Niederländerinnen verloren im Viertelfinale mit 11:14 gegen die Ungarinnen und belegten dann den sechsten Platz.
2022 wurden die Niederländerinnen Dritte bei der Weltmeisterschaft in Budapest und Vierte bei der Europameisterschaft in Split. Bei der Weltmeisterschaft 2023 in Fukuoka bezwangen die Niederländerinnen im Halbfinale die Italienerinnen und im Finale die Spanierinnen. Im Jahr darauf siegten die Niederländerinnen bei der Europameisterschaft in Eindhoven und wurden Fünfte bei der Weltmeisterschaft in Doha. Bei den Olympischen Spielen 2024 in Paris erreichten die Niederländerinnen das Spiel um den dritten Platz und bezwangen dort die Titelverteidigerinnen aus den Vereinigten Staaten, Vivian Sevenich warf beim 11:10 zwei Tore.